# Your Love (álbum de Lime)
Your Love es el álbum debut del grupo canadiense Lime. Fue lanzado en 1981 por el sello discográfico Matra Records y del mismo se extrajeron los sencillos "Your Love" (n.º 1 de la US Dance Charts en abril de 1981) y "You're My Magician".

## Lista de canciones
| N.º | Título               | Duración |  |
| 1.  | «You're My Magician» | 7:32     |  |
| 2.  | «Agent 406»          | 7:00     |  |
| 3.  | «It's You»           | 7:49     |  |
| 4.  | «I'll Be Yours»      | 7:19     |  |
| 5.  | «Your Love»          | 7:14     |  |